# 牧野古墳
牧野古墳（ばくやこふん）は、奈良県北葛城郡広陵町馬見北にある古墳。形状は円墳。馬見古墳群（うち中央群）を構成する古墳の1つ。国の史跡に指定されている。
押坂彦人大兄皇子（第30代敏達天皇皇子）の墓に比定する説が知られる。

## 概要
奈良県西部、馬見丘陵中央部の小尾根先端部に築造された山寄せの大型円墳である。1983年度（昭和58年度）に発掘調査が実施されている。
墳形は円形で、直径48-60メートル・高さ約13メートルを測る。墳丘は3段築成であるが、山寄せのため最上段（3段目）のみが完全な円形をなす。墳丘外表では埴輪片が認められるが、原位置を保つものはなく、墳丘外表の化粧のため他古墳から取られたと推測される。埋葬施設は両袖式の横穴式石室で、南方向に開口する。石室全長17.1メートルを測る、奈良県下では最大級の大型石室である。石材には花崗岩の巨石が用いられ、石室の玄室内には刳抜式家形石棺1基・組合式家形石棺1基（非現存）を据える。両石棺とも盗掘に遭って大きく破壊されているが、発掘調査では石棺の周囲や羨道部から多くの副葬品が検出されている。
築造時期は、古墳時代後期の6世紀末頃と推定される。馬見古墳群では数少ない横穴式石室を有する古墳であるとともに、墳丘の規模・石室の規模・副葬品の豊富さは当時として優れた内容を示す古墳になる。被葬者は明らかでないが、第30代敏達天皇皇子の押坂彦人大兄皇子に比定する説が有力視される。
古墳域は1957年（昭和32年）に国の史跡に指定されている。現在では牧野史跡公園として史跡整備され、石室は立ち入りが制限されているが、毎年一時期に公開されている。

## 遺跡歴
- 1957年（昭和32年）6月19日、国の史跡に指定[5]。
- 1983年度（昭和58年度）、史跡整備に伴う発掘調査（奈良県立橿原考古学研究所、1987年に報告）[2]。

## 埋葬施設

石室俯瞰図

石室展開図

埋葬施設としては墳丘2段目に両袖式横穴式石室が構築されており、南方向に開口する。石室の規模は次の通り。
- 石室全長：17.1メートル
- 玄室
  - 長さ：左側壁6.73メートル、右側壁6.7メートル
  - 幅：奥壁3.3メートル、玄門3.2メートル
  - 高さ：4.5メートル
  - 裾部：左裾長さ0.7メートル、右裾長さ0.74メートル
- 羨道
  - 長さ：左側壁10.24メートル、右側壁10.7メートル
  - 幅：玄門1.8メートル、羨門1.77メートル
  - 高さ：玄門2メートル、羨門2.2メートル

石室の石材には花崗岩の巨石が使用される。石室の側壁は持ち送って構築され、石材の隙間には粘土を詰める。石室の床面は礫敷で、その下に排水溝を設ける。排水溝は玄室の壁面付近を巡り、玄門付近で合流して羨道を通って石室外に出る。また開口部には閉塞石が残存する。石室構造は赤坂天王山古墳（桜井市）と同じ設計になるとされ、同古墳は真の崇峻天皇陵とする説が有力であることから、皇族に関わる石工集団による築造とする説がある。
石室の玄室内には刳抜式家形石棺1基・組合式家形石棺1基の計2基を据える。刳抜式石棺は奥に、組合式石棺は手前に位置する。それぞれの内容は次の通り。
- 刳抜式家形石棺（奥）
奥壁側において、石室主軸と直交する方向に据える。凝灰岩製。盗掘により大部分が破壊され、棺身は側面が持ち去られているほか、蓋石も1/3と縄掛突起が壊されている[2]。
- 組合式家形石棺（手前）
奥棺の手前において、石室主軸と平行する方向に据える。盗掘により完全に破壊され、細片のみが確認されている。

これら2棺は同時埋葬と推測される。2棺とも盗掘に遭っているが、発掘調査では石棺の周囲や羨道部から多くの副葬品が検出されている。

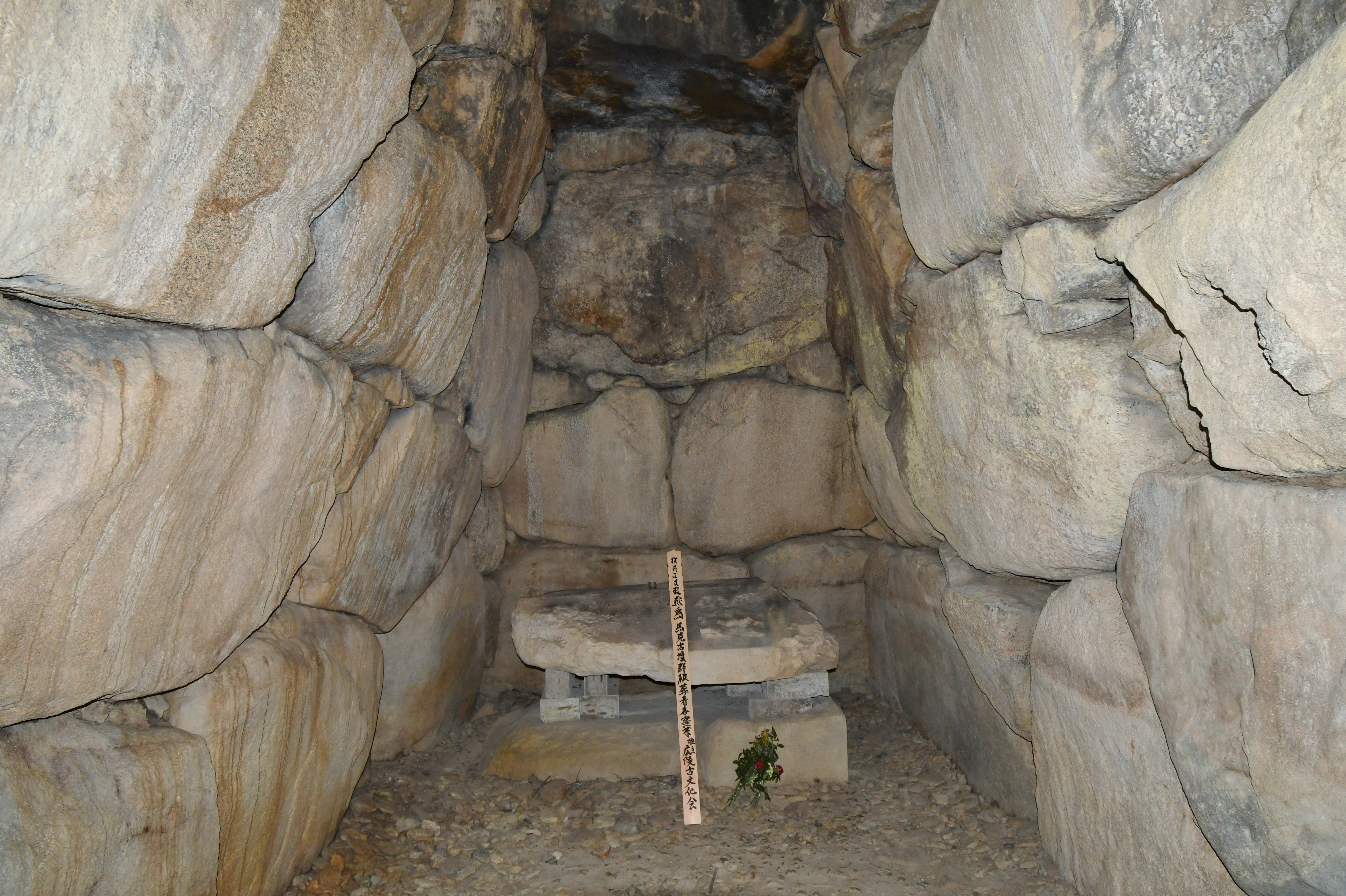
玄室（奥壁方向）
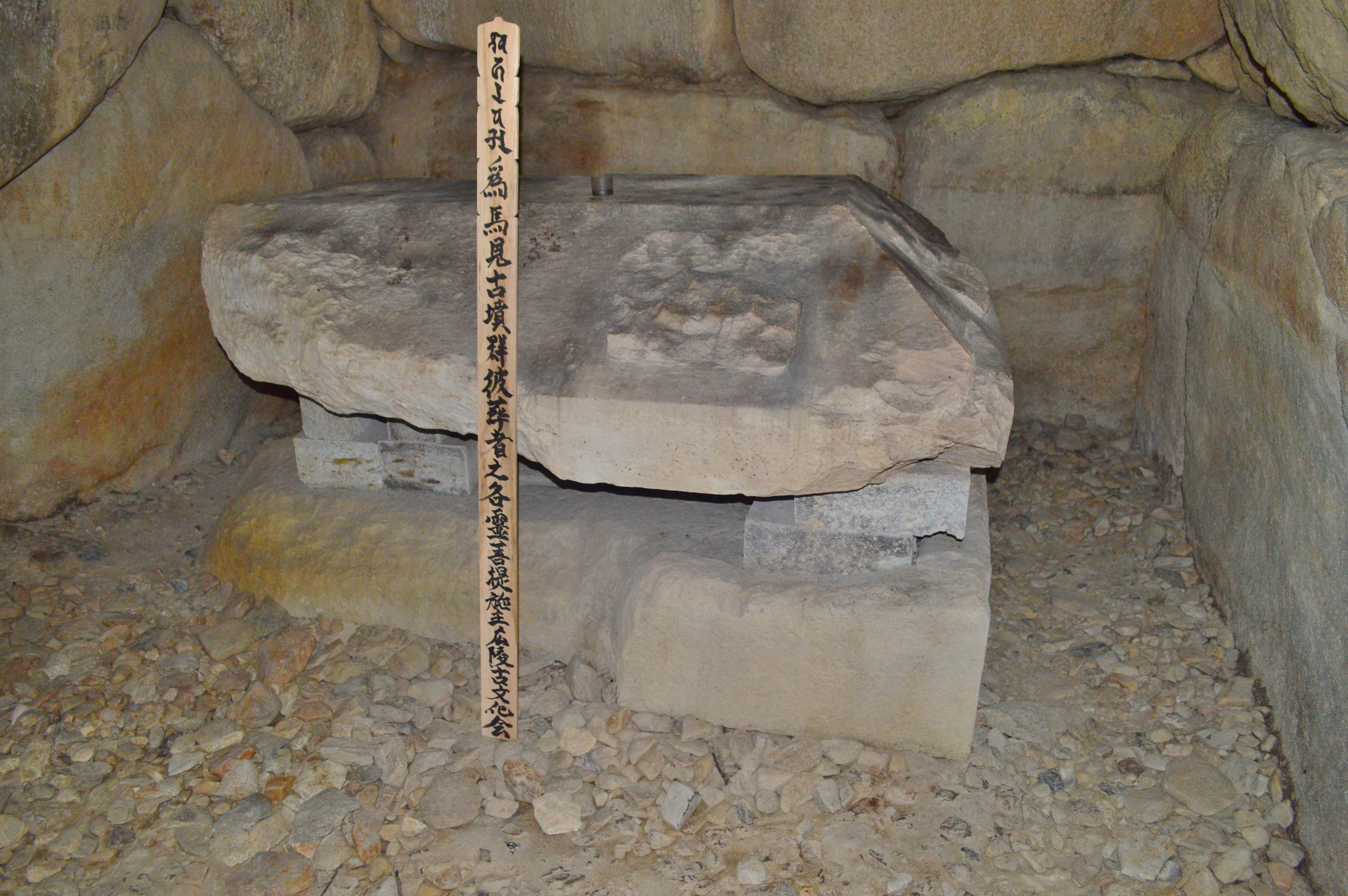
玄室の刳抜式家形石棺
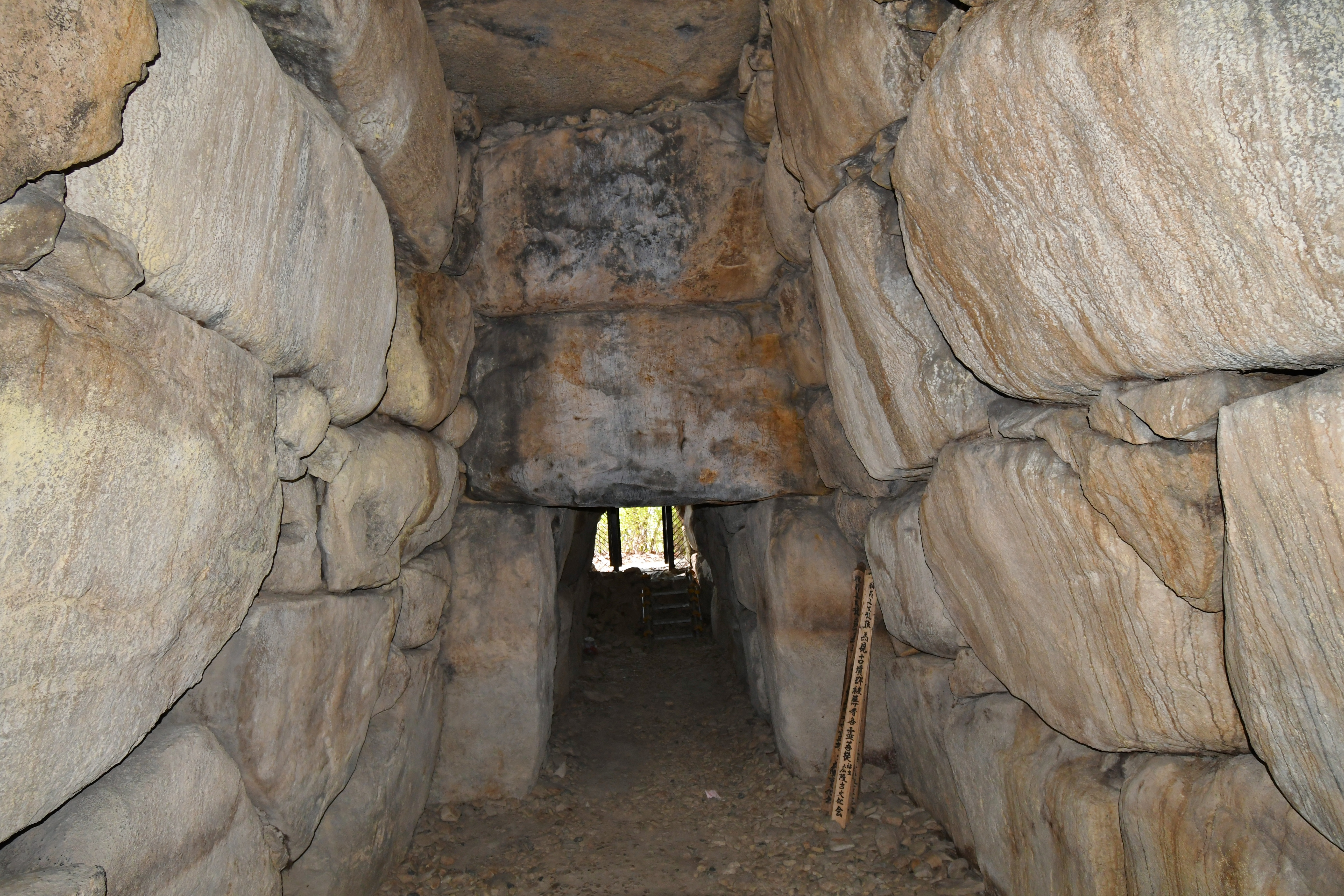
玄室（羨道方向）
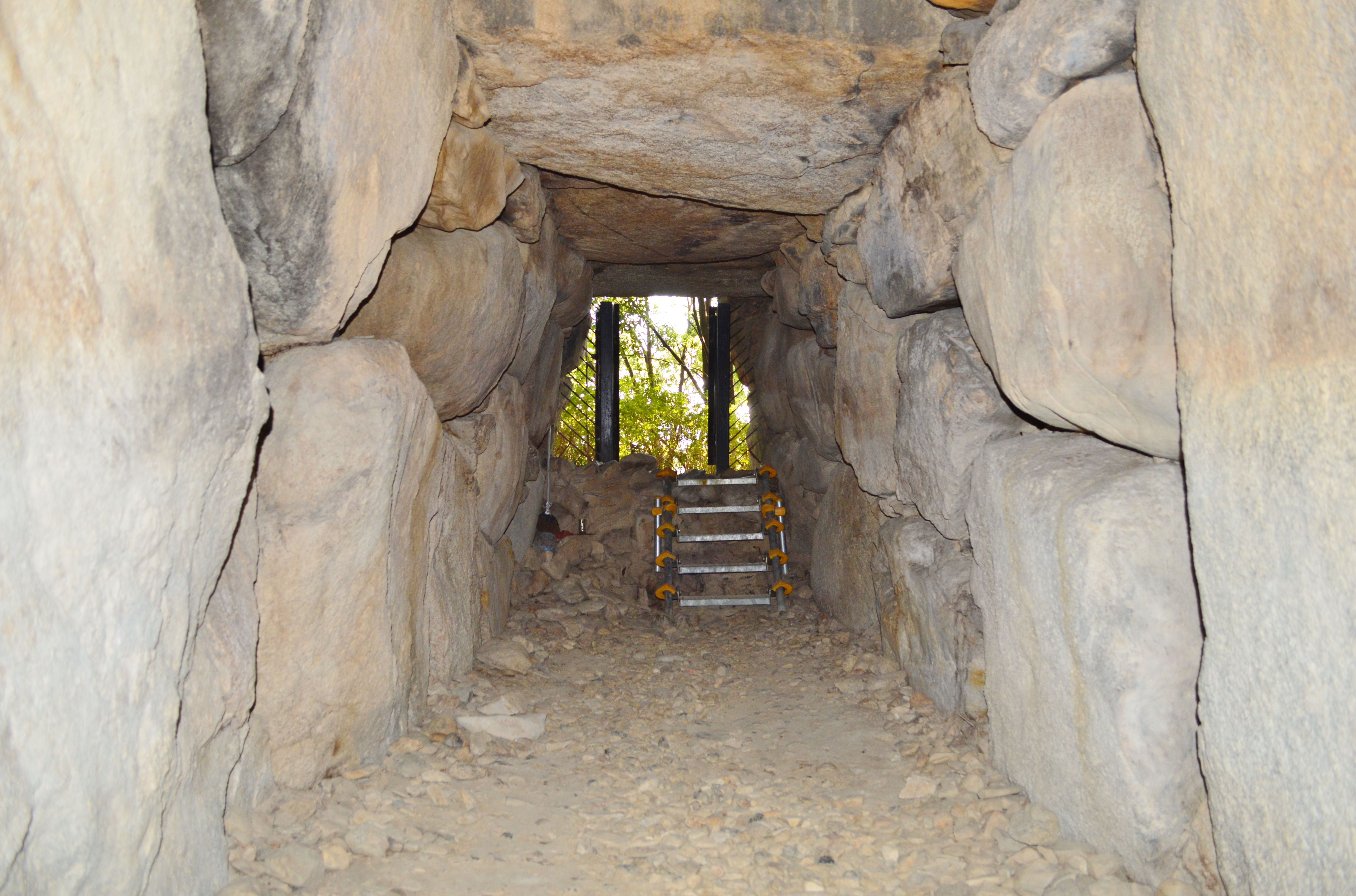
羨道（開口部方向） 床面に排水溝が認められる。
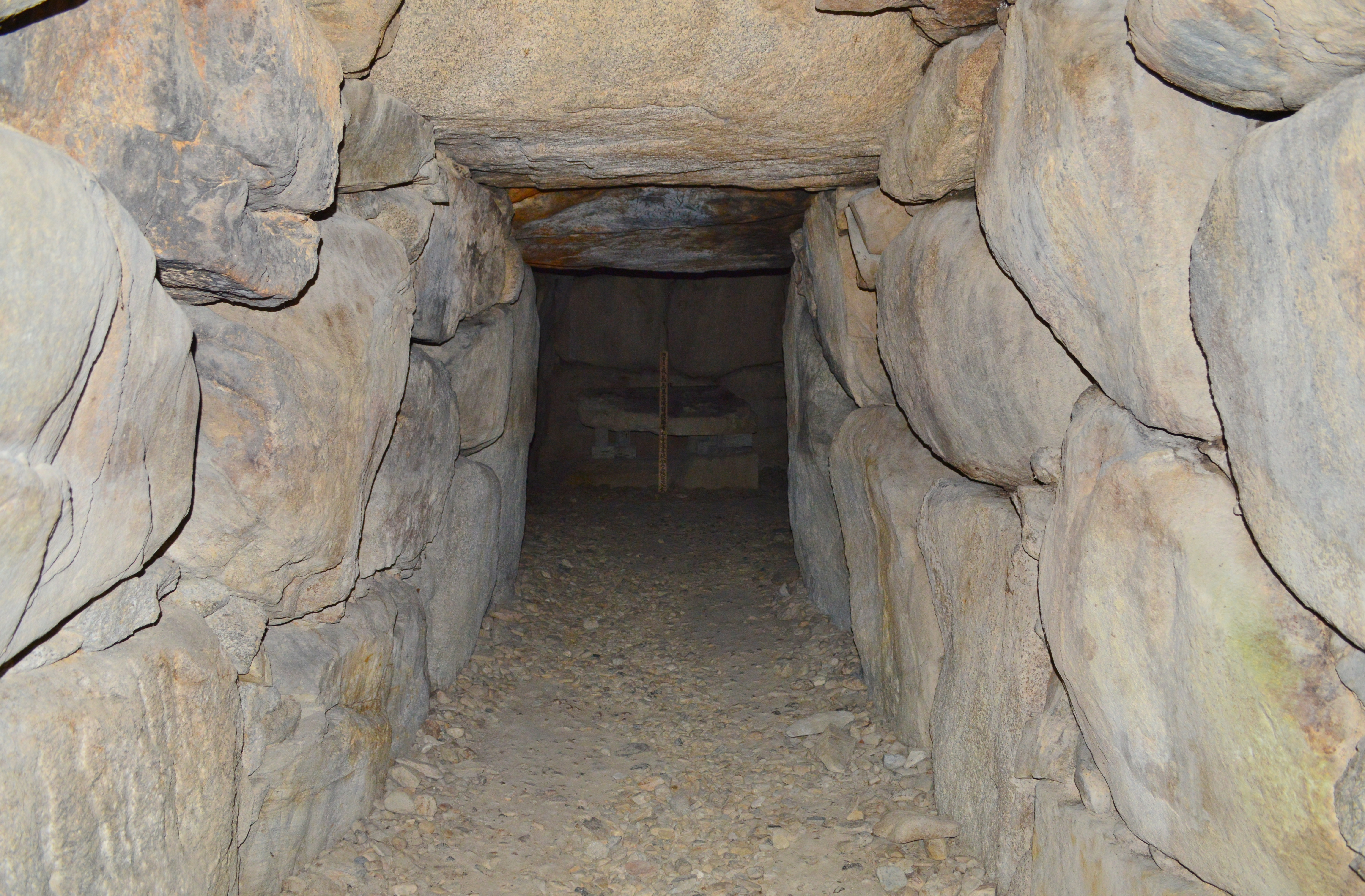
羨道（玄室方向）
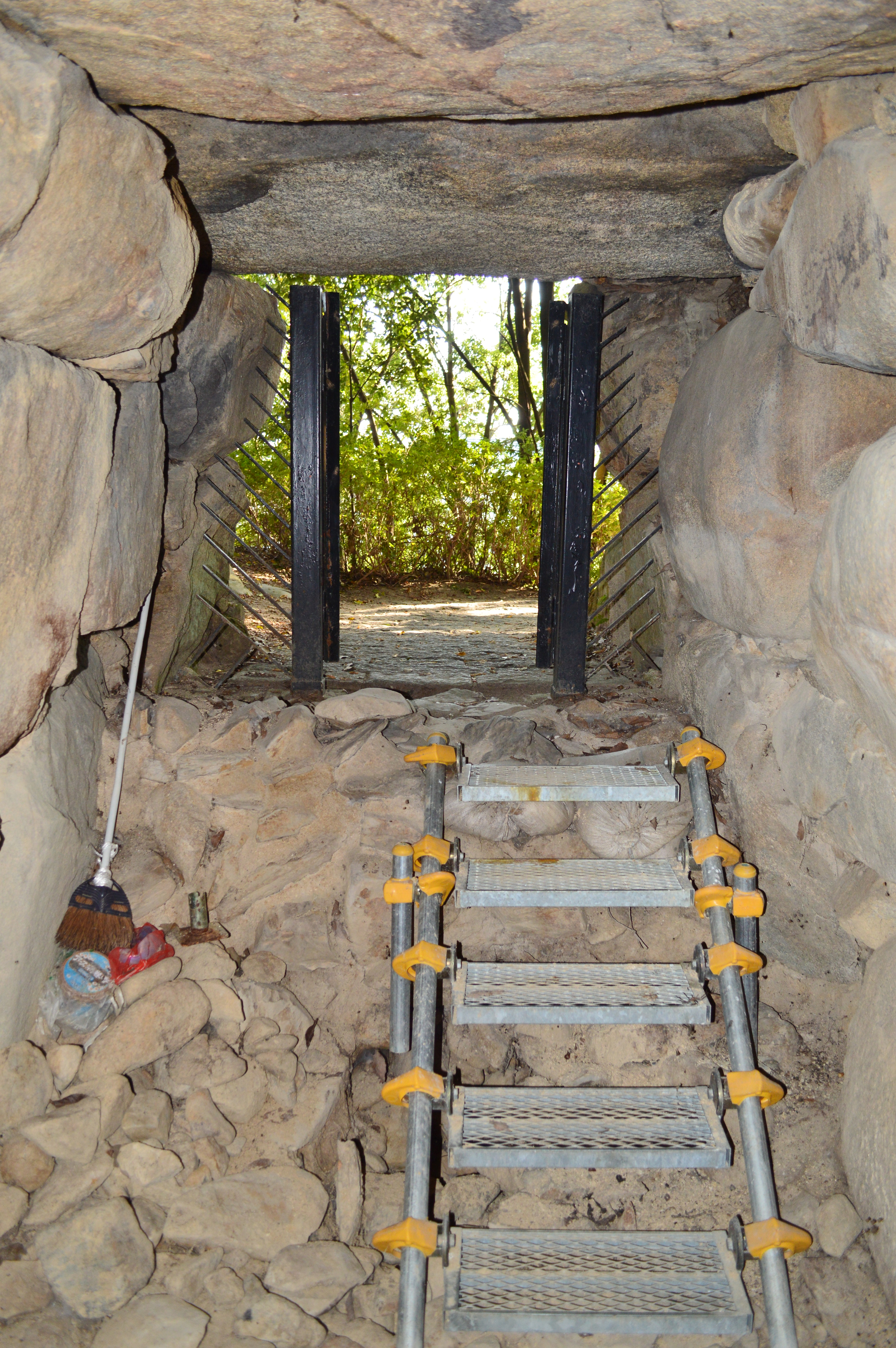
羨門の閉塞石
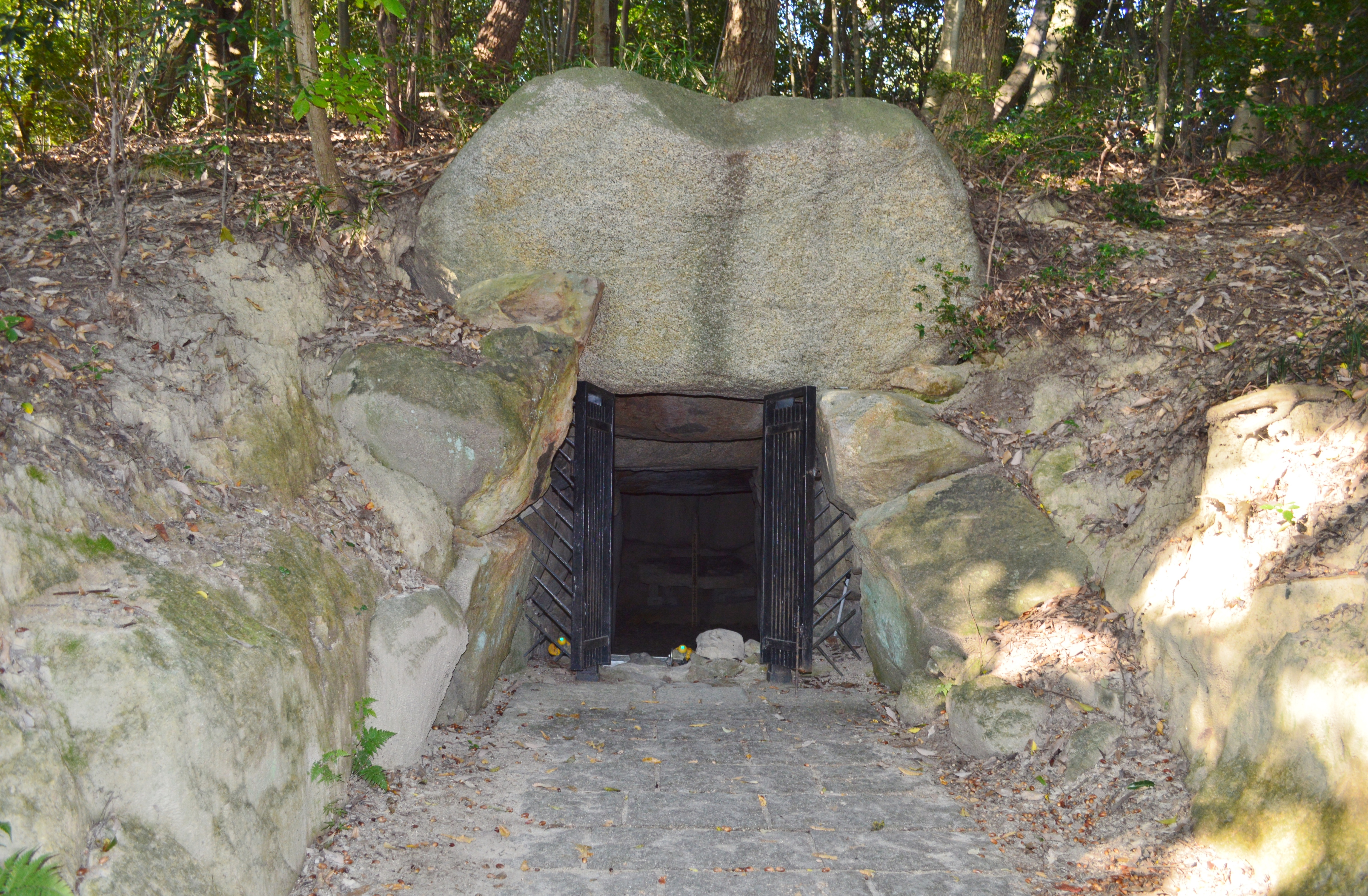
開口部

## 出土品

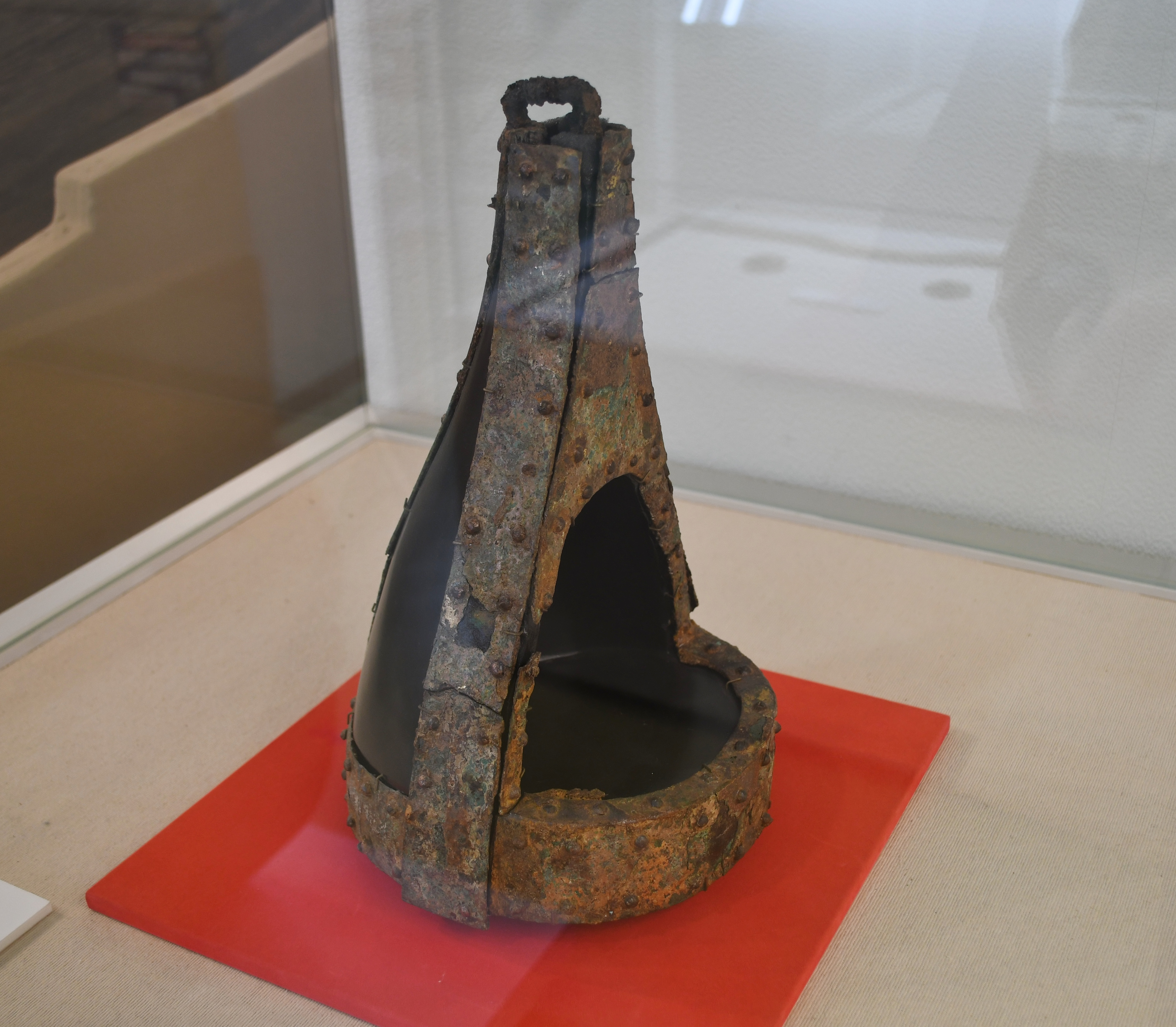
壺鐙広陵町文化財保存センター展示。

石室は盗掘に遭っているが、発掘調査では多くの遺物が検出されている。
- 奥壁と刳抜式石棺の間
  - 馬具 - 杏葉、鏡板、辻金具、飾り金具、引手金具、障泥縁金具など。
  - 鉄鏃
  - 銀装大刀
  - ガラス小玉
  - 桃核
- 右側壁と組合式石棺の間
  - 馬具 - 辻金具、飾り金具など。
  - 鉄鏃 多数（200本余り[1]）
  - 須恵器 - 甕片、蓋坏。
  - 金銅製山梔玉
- 玄門付近
  - 大量の朱 - 組合式石棺から出されたものか。
  - ガラス粟玉 多数（13,000個以上）
  - 折れ曲げられた鉄刀
  - 金環
- 羨道
  - 須恵器 多数 - 原位置を保つ。
  - 木製容器
  - 木心金銅椀
  - 馬具 - 雲珠、杏葉、障泥金具、磯金具、壺鐙。盗掘の際に移動されている。
- 石室前庭部
  - 鉄鉾
  - 馬具片
  - ガラス玉
  - 滑石製臼玉
  - 埴輪
  - 須恵器

遺物整理によれば馬具は2組あったとされる。
横穴式石室については黄泉の国神話の舞台とする説が知られるが、本古墳においても玄室の石棺付近（元々は石棺上か）で検出された桃が対応するものとして注目され、羨道の容器群は黄泉の国における死者の食べ物と推測する説がある。

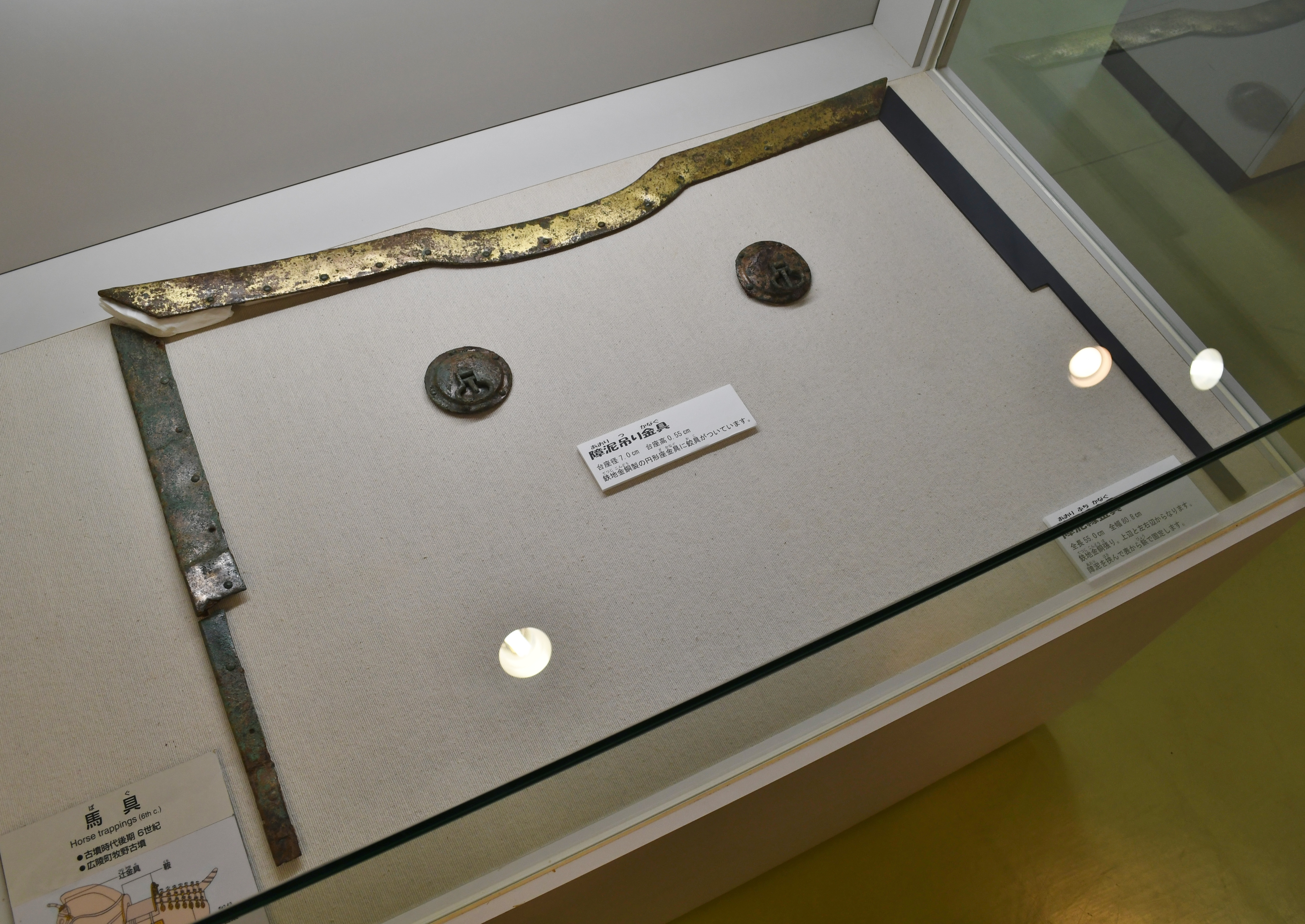
馬具 広陵町文化財保存センター展示。
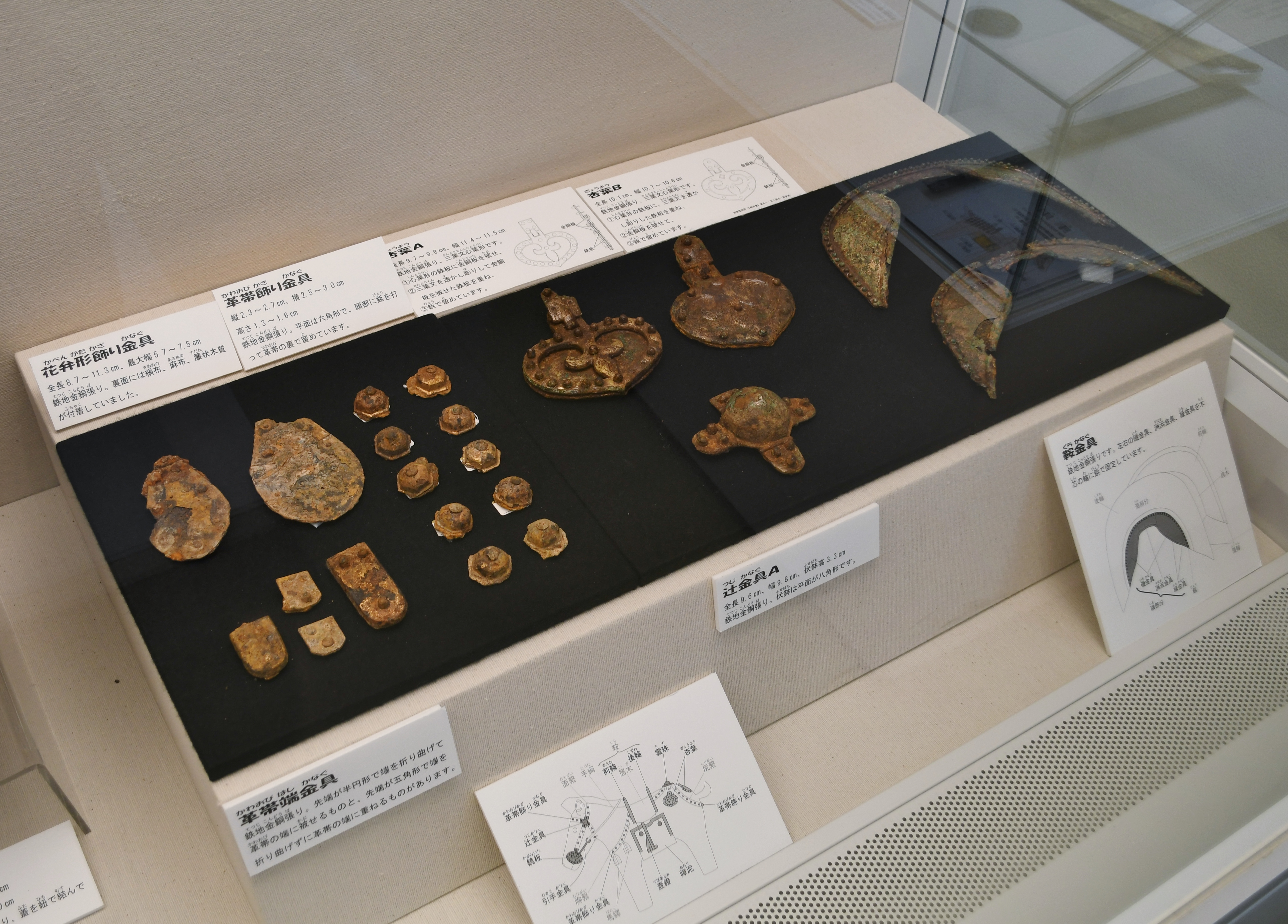
馬具 広陵町文化財保存センター展示。
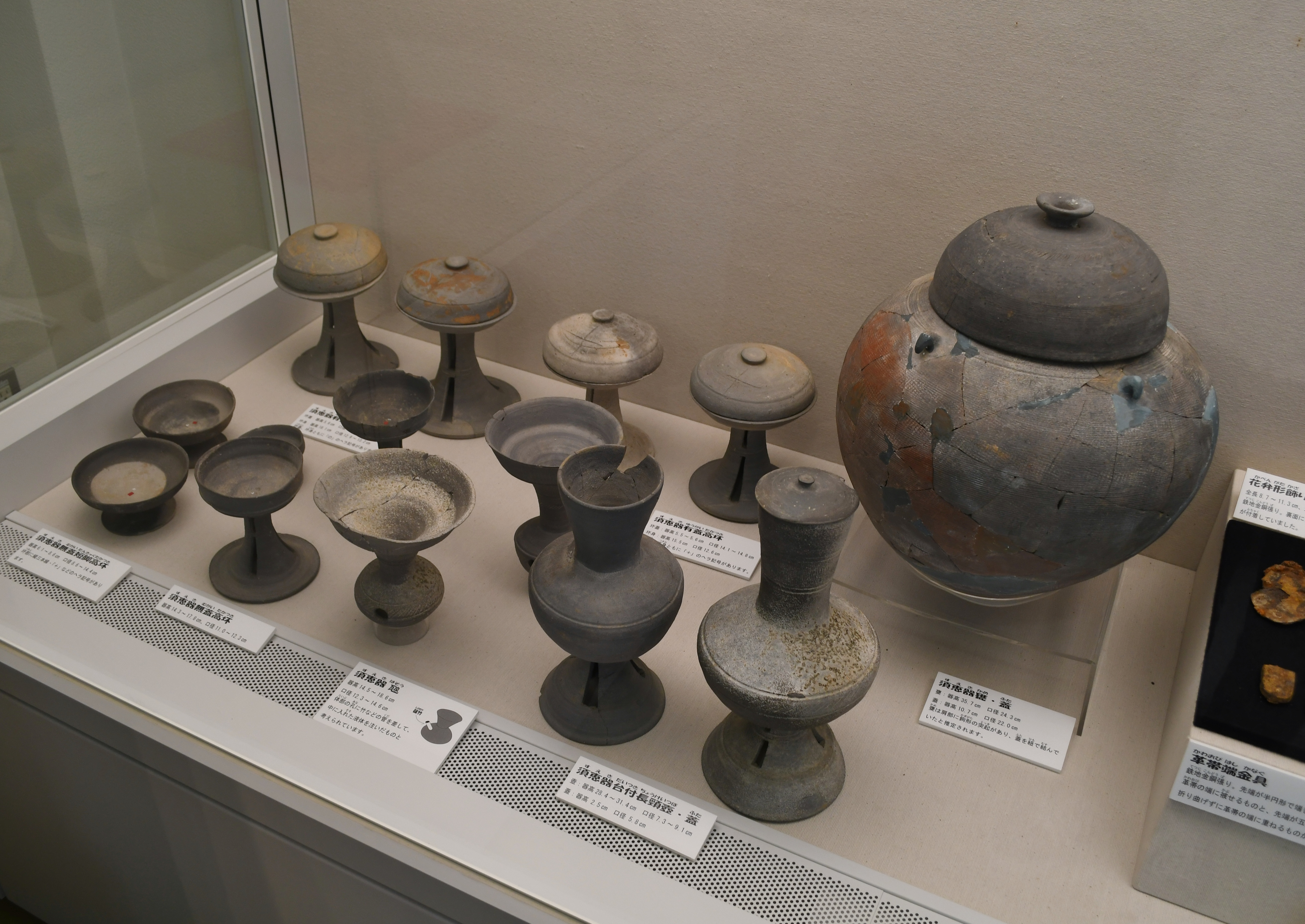
須恵器 広陵町文化財保存センター展示。

## 被葬者
『日本書紀』に基づく関係系図
|        |        |        |        |        |        | 広姫                        | 広姫                        | 広姫                        | 広姫                        | 広姫                        | 広姫                        |                  |                  |                  |                  |                  |                  | 30 敏達天皇 | 30 敏達天皇 | 30 敏達天皇 | 30 敏達天皇 | 30 敏達天皇 | 30 敏達天皇 |            |            |            |            |            |            |
|        |        |        |        |        |        | 広姫                        | 広姫                        | 広姫                        | 広姫                        | 広姫                        | 広姫                        |                  |                  |                  |                  |                  |                  | 30 敏達天皇 | 30 敏達天皇 | 30 敏達天皇 | 30 敏達天皇 | 30 敏達天皇 | 30 敏達天皇 |            |            |            |            |            |            |
|        |        |        |        |        |        |                             |                             |                             |                             |                             |                             |                  |                  |                  |                  |                  |                  |             |             |             |             |             |             |            |            |            |            |            |            |
| 大俣王 | 大俣王 | 大俣王 | 大俣王 | 大俣王 | 大俣王 |                             |                             |                             |                             |                             |                             | 押坂彦人大兄皇子 | 押坂彦人大兄皇子 | 押坂彦人大兄皇子 | 押坂彦人大兄皇子 | 押坂彦人大兄皇子 | 押坂彦人大兄皇子 |             |             |             |             |             |             | 糠手姫皇女 | 糠手姫皇女 | 糠手姫皇女 | 糠手姫皇女 | 糠手姫皇女 | 糠手姫皇女 |
| 大俣王 | 大俣王 | 大俣王 | 大俣王 | 大俣王 | 大俣王 |                             |                             |                             |                             |                             |                             | 押坂彦人大兄皇子 | 押坂彦人大兄皇子 | 押坂彦人大兄皇子 | 押坂彦人大兄皇子 | 押坂彦人大兄皇子 | 押坂彦人大兄皇子 |             |             |             |             |             |             | 糠手姫皇女 | 糠手姫皇女 | 糠手姫皇女 | 糠手姫皇女 | 糠手姫皇女 | 糠手姫皇女 |
|        |        |        |        |        |        |                             |                             |                             |                             |                             |                             |                  |                  |                  |                  |                  |                  |             |             |             |             |             |             |            |            |            |            |            |            |
|        |        |        |        |        |        | 茅渟王                      | 茅渟王                      | 茅渟王                      | 茅渟王                      | 茅渟王                      | 茅渟王                      |                  |                  |                  |                  |                  |                  | 34 舒明天皇 | 34 舒明天皇 | 34 舒明天皇 | 34 舒明天皇 | 34 舒明天皇 | 34 舒明天皇 |            |            |            |            |            |            |
|        |        |        |        |        |        | 茅渟王                      | 茅渟王                      | 茅渟王                      | 茅渟王                      | 茅渟王                      | 茅渟王                      |                  |                  |                  |                  |                  |                  | 34 舒明天皇 | 34 舒明天皇 | 34 舒明天皇 | 34 舒明天皇 | 34 舒明天皇 | 34 舒明天皇 |            |            |            |            |            |            |
|        |        |        |        |        |        |                             |                             |                             |                             |                             |                             |                  |                  |                  |                  |                  |                  |             |             |             |             |             |             |            |            |            |            |            |            |
|        |        |        |        |        |        | 35 皇極天皇 （37 斉明天皇） | 35 皇極天皇 （37 斉明天皇） | 35 皇極天皇 （37 斉明天皇） | 35 皇極天皇 （37 斉明天皇） | 35 皇極天皇 （37 斉明天皇） | 35 皇極天皇 （37 斉明天皇） | 36 孝徳天皇      | 36 孝徳天皇      | 36 孝徳天皇      | 36 孝徳天皇      | 36 孝徳天皇      | 36 孝徳天皇      |             |             |             |             |             |             |            |            |            |            |            |            |

牧野古墳の実際の被葬者は明らかでないが、押坂彦人大兄皇子（おしさかのひこひとのおおえのみこ）に比定する説が有力視されている。押坂彦人大兄皇子は第30代敏達天皇の第一皇子で、当時皇位の有力候補として物部守屋ら反蘇我氏に擁立されたが、途中で歴史から名を消した人物である（一説に蘇我馬子により暗殺）。
押坂彦人大兄皇子の墓について、『延喜式』諸陵寮では遠墓の「成相墓（なりあいのはか/ならいのはか）」として記載され、大和国広瀬郡の所在で、兆域は東西15町・南北20町で守戸5烟を毎年あてるとする。この15町×20町という記載は、仁徳天皇の百舌鳥耳原中陵（大仙陵古墳に治定）の8町四方を大きく上回るものになる。押坂彦人大兄皇子に関して宮内庁による治定墓はないが、広陵町赤部にある三吉陵墓参考地（新木山古墳）では押坂彦人大兄皇子が被葬候補者に想定されている。ただし現在では、新木山古墳は押坂彦人大兄皇子から遡る古墳時代中期の5世紀前半頃の築造とされる。一方で牧野古墳を押坂彦人大兄皇子の墓とする説では、確かな資料は欠くが、所在地の『延喜式』の記載との対応、築造時期、墳丘規模、石室規模が根拠とされる（ただし子の茅渟王の墓と推定される平野塚穴山古墳（香芝市）とは時期差が開く）。

## 文化財

### 国の史跡
- 牧野古墳 - 1957年（昭和32年）6月19日指定[5]。

## 現地情報
所在地
- 奈良県北葛城郡広陵町馬見北8丁目（牧野史跡公園内）

交通アクセス
- 近畿日本鉄道（近鉄）大阪線 五位堂駅から、奈良交通バス（馬見北1丁目行き）で「馬見北9丁目」バス停下車（下車後北東へ徒歩約3分）[2]

関連施設
- 奈良県立橿原考古学研究所附属博物館（橿原市畝傍町） - 牧野古墳の出土品を展示。
- 広陵町文化財保存センター（広陵町南郷） - 牧野古墳の出土品を展示。

周辺

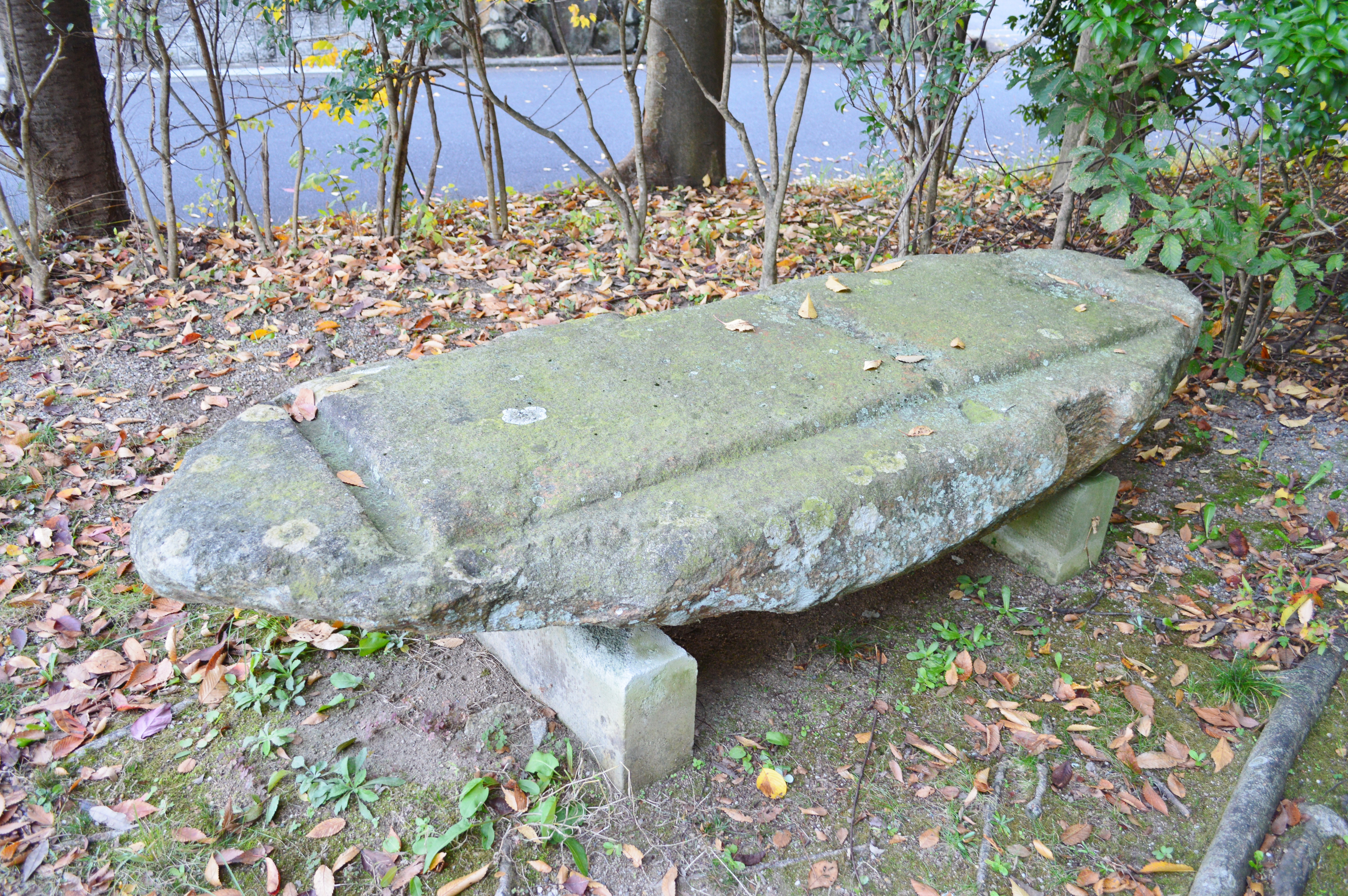
伝文代山古墳出土石棺

- 伝文代山古墳出土石棺 - 長持形石棺底石。牧野史跡公園内に保存。
- 佐味田宝塚古墳

## 関連文献
（記事執筆に使用していない関連文献）
- 奈良県立橿原考古学研究所 編『史跡牧野古墳』広陵町教育委員会〈広陵町文化財調査報告第1冊〉、1987年。
- 奈良県立橿原考古学研究所 編『史跡牧野古墳』（復刻版）広陵町教育委員会〈広陵町文化財調査報告第1冊〉、2005年。